# Pont de Saint-Cloud
Ne doit pas être confondu avec Viaduc de Saint-Cloud.
Le pont de Saint-Cloud est un pont métallique qui enjambe la Seine entre l'avenue du Maréchal-de-Lattre-de-Tassigny à Boulogne-Billancourt et la place Georges-Clemenceau à Saint-Cloud, dans le département français des Hauts-de-Seine. Il est traversé par la RD 907.

## Historique
Le premier pont de Saint-Cloud apparaît dans l'histoire en 841 lors d'un conflit entre Charles II le Chauve et Lothaire Ier. Il ne s'agissait alors que d'une simple passerelle en bois. La Seine peut donc être franchie à cet endroit depuis douze siècles et la tradition voulait qu'aucun roi de France ne le traversât, sous peine de mort subite : les souverains passaient donc la Seine en barque. François Ier étant mort à Rambouillet, on fit défiler son convoi sur le pont et la gênante tradition se trouva rompue sans risque, le roi étant déjà mort. Le pont de bois fut alors démoli et en 1556, son fils Henri II fit construire un magnifique pont constitué de onze arches de pierre de taille.
Ce pont a lui-même été démoli durant la seconde Fronde et remplacé par un pont aux arches de bois. Napoléon ordonna sa réfection en 1808 ; il avait alors une largeur de 12,8 m.  
Durant la guerre de 1870, le 19 septembre 1870, une compagnie commandée par le capitaine Jules Ferdinand Massol du régiment de Gendarmerie à pied fut envoyée pour garder le pont de Saint-Cloud qu'il a barricadé d'abord et fait sauter ensuite vers 18 h, à l'approche des Prussiens,[réf. à confirmer].   
Il fut ensuite reconstruit en 1940 et élargi à 30 mètres, pour une longueur de 186 mètres selon les plans de l'architecte Théo Sardnal. Le tablier métallique à parements de cuivre de Raymond Subes passe la Seine d'un seul jet, simplement posé sur six rangées de colonnes de béton armé. De façon à permettre la circulation le long des quais, des passages souterrains ont été aménagés sur les deux rives. 
Le nom du pont est repris dans la dénomination de la station de métro Boulogne - Pont de Saint-Cloud, ouverte depuis le 2 octobre 1981.

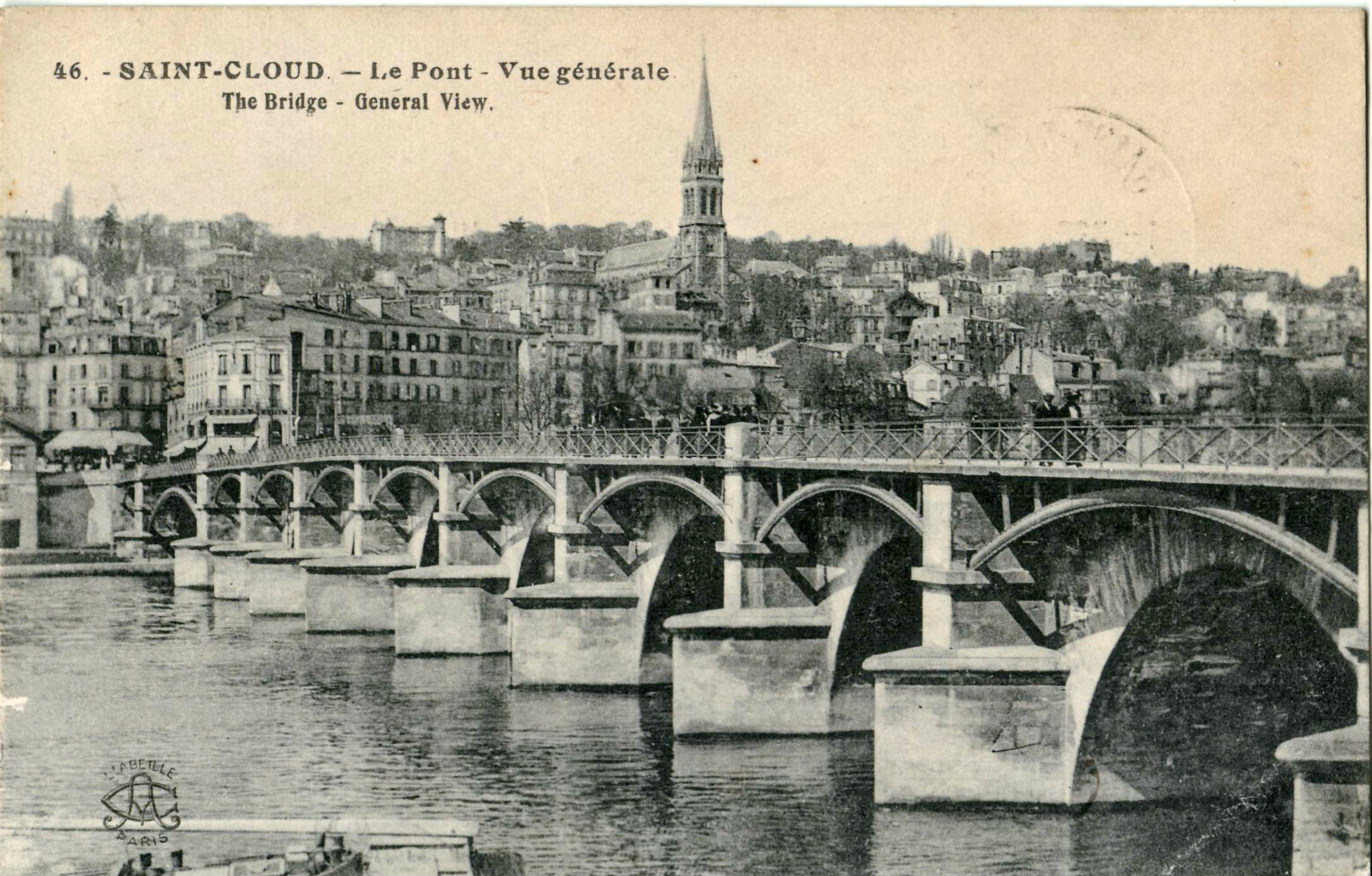
Le pont de 1808.
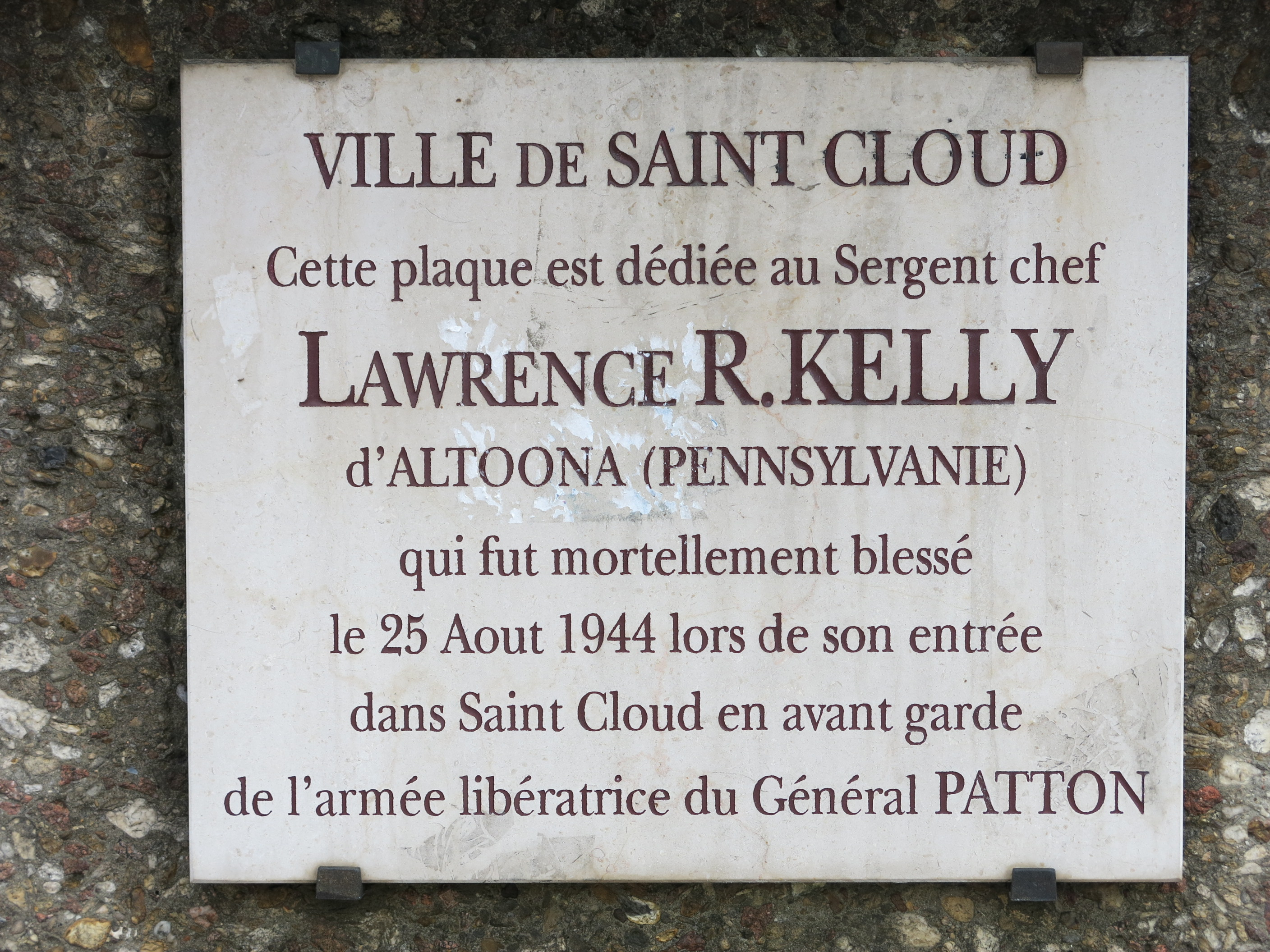
Plaque à l'entrée du pont (côté Saint-Cloud) en hommage au sergent-chef américain Lawrence Kelly, mortellement blessé en 1944. Un square de la ville porte également son nom[7].

## Peinture
- Le pont a fait l'objet d'une œuvre d'Alfred Sisley, Le Pont de Saint-Cloud, 1877, et de Maurice Loirand, Environs du pont de Saint-Cloud, 1953, figurant dans les collections du musée des beaux-arts de Nantes[8].

- Geneviève Pezet, artiste peintre et sculptrice, eut de 1958 à 1965 son atelier dans une péniche ancrée au pont de Saint-Cloud[9].

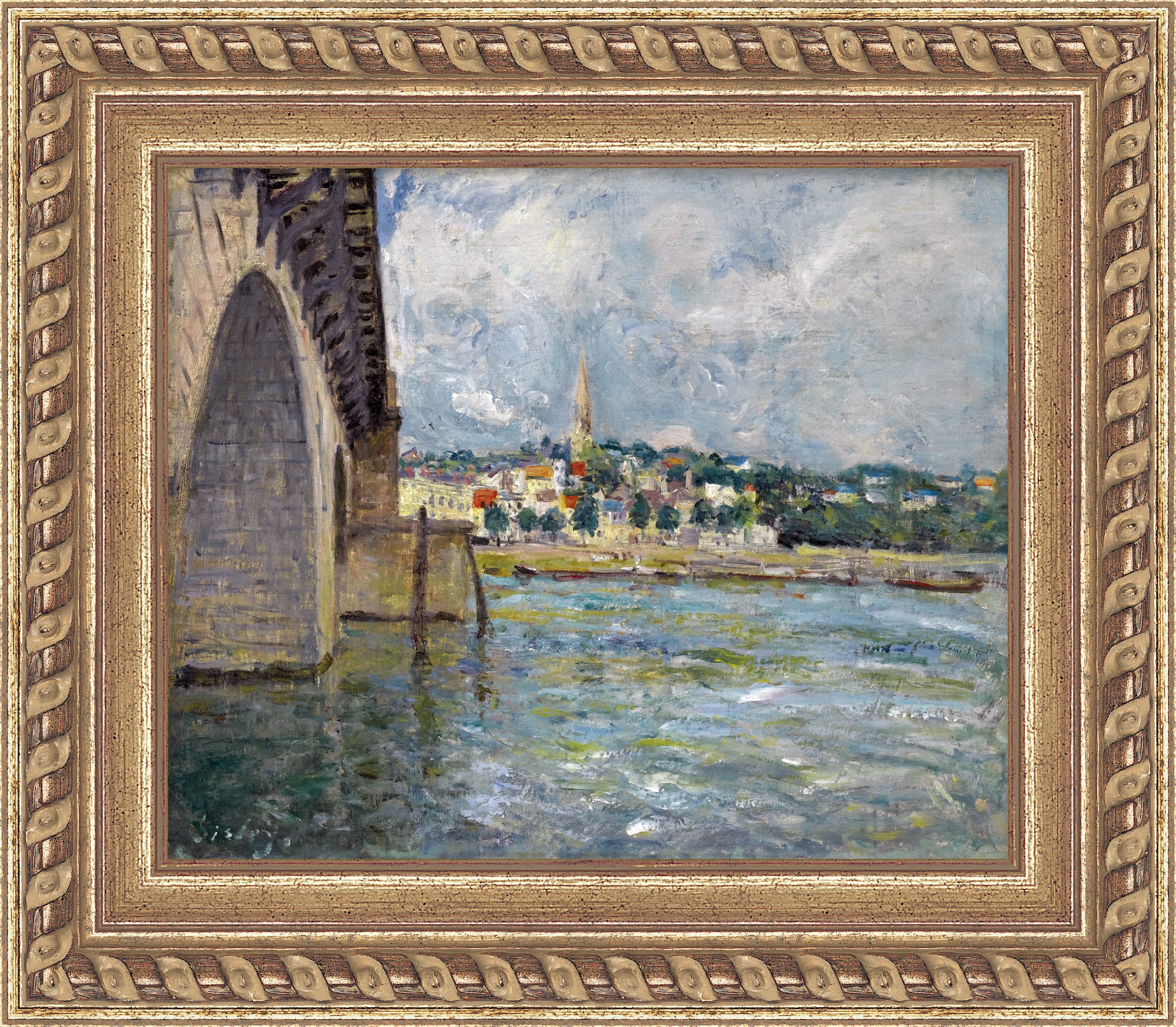
Le Pont de Saint-Cloud, 1877, par Alfred Sisley.

## Trafic
Lors d'un comptage effectué en 2007 à proximité du pont, au moyen de boucles SITER, le trafic moyen journalier annuel s'élevait à 34 745 véhicules. 